# Amegilla aurantia
Amegilla aurantia es una especie de abeja excavadora perteneciente al género Amegilla, categorizada en la tribu Anthophorini, de la subfamilia Apinae.
La hembra mide 14 mm de longitud, las alas anteriores 10,2 mm; el macho mide 13 mm de longitud y las alas anteriores 9 mm.

## Taxonomía
Se atribuye su descripción a Leijs, quien la citó por primera vez en 2020. La especie aparece registrada en la sección The genus Amegilla (Hymenoptera, Apidae, Anthophorini) in Australia: a revision of the subgensu Asaropoda de ZooKeys, Issue 908, publicada por Leijs, Remko, James Dorey, y Katja Hogendoorn en 2020.

## Distribución
La especie se distribuye por Australia, en Australia Occidental.